# Eoscopus
Eoscopus is een geslacht van uitgestorven dissorophoïde temnospondyle Batrachomorpha (basale 'amfibieën') in de familie Micropholidae. Het is bekend uit Hamilton Quarry, een Lagerstätte uit het Laat-Carboon (Pennsylvanien, ongeveer 300 miljoen jaar geleden) in de buurt van Hamilton.
Leden van Micropholidae waren van oudsher opgenomen in Amphibamidae, maar Schoch (2019) vond Amphibamidae parafyletisch te zijn, waardoor het herleven van Micropholidae voor Micropholis en nauw verwante taxa nodig was.

## Naamgeving
Eoscopus lockardi werd voor het eerst beschreven in 1994 door Eleanor Daly, op basis van fossielen, gevonden bij Hamilton in het westen van Kansas in lagen van het Laat--Carboon. De geslachtsnaam betekent 'dageraadkijker'. De soortaanduiding eert Walter Lockhard. De naam was al in 1976 gepubliceerd maar bleef ruim een kwarteeuw een onbeschreven nomen nudum.
Het holotype is KUVP 80408, een schedel met wervels. Talrijke andere skeletten zijn de paratypen.

## Beschrijving
Dit dier was klein van formaat en was niet veel meer dan zes centimeter lang. De schedel was groot in vergelijking met de rest van het lichaam en rond van vorm, met twee  vrij dicht bij elkaar staande grote oogkassen. De verhoudingen van het lichaam waren zeer vergelijkbaar met die van de andere 'amfibie' Amphibamus uit het Carboon. De schedel verschilde echter in sommige details van de laatste (het verhemeltebeen bevond zich vrijwel op de rand van de oogkas). Het skelet van Eoscopus, hoewel lichtgebouwd, was volledig verbeend, inclusief alle carpale botten van de pols.

## Classificatie
Eoscopus is toegeschreven aan de familie van de amphibamiden, een groep kleine temospondyle 'amfibieën', waarvan soms wordt aangenomen dat ze de oorsprong zijn van de Anura (kikkers en padden).

## Paleoecologie
Het volledig verbeende skelet van Eoscopus suggereert dat dit dier zeer wendbaar en volledig landbewonend was. Zijn ecologische rol kan vergelijkbaar zijn geweest met die van sommige huidige insectenetende hagedissen, zoals kleine leguanen.